# ویلیام هاینری
ویلیام هاینری (انگلیسی: Guillaume Heinry؛ زادهٔ ۳ دسامبر ۱۹۸۹) بازیکن فوتبال اهل فرانسه است.
از باشگاه‌هایی که در آن بازی کرده‌است می‌توان به باشگاه فوتبال رن اشاره کرد.